# Franciavágási Erdei Vasút
A Franciavágási Erdei Vasút 1910 és 1976 között működött Városlőd és a ma Ugod községhez tartozó franciavágási fatelep és MÁV rakodó között.

## Története
1910-ben mindössze 2 km-es távolságon, 600 mm-es nyomvonalon indult meg a mezőgazdasági termények szállítása lóvontatással az Ugod község részét képező Dióspusztáról a MÁV 13-as számú, Pápa-Tatabánya vasútvonalán franciavágásnál létesített rakodóra.

### Az első vonalbővítés

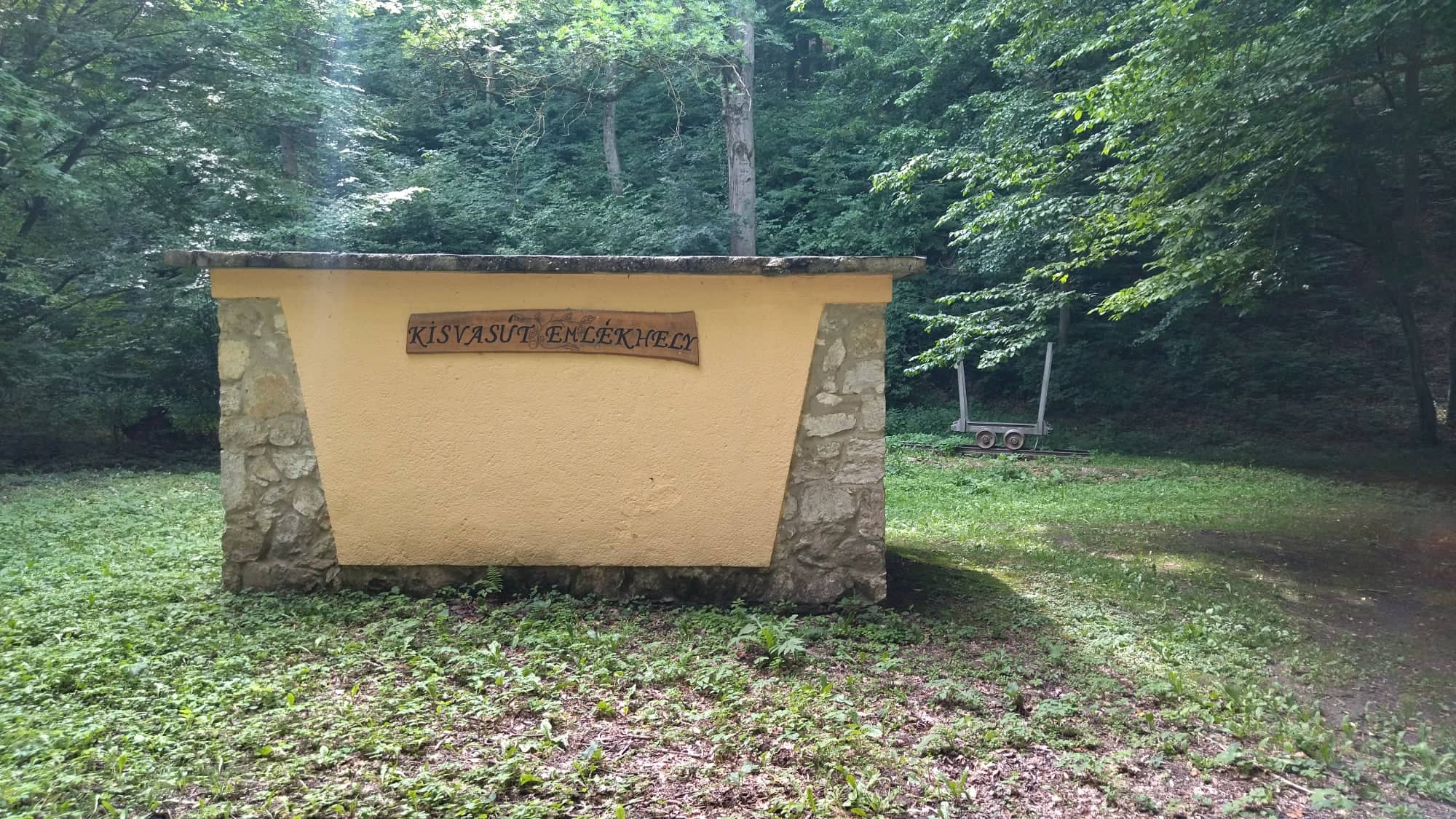
Az egykori megálló épületének felújításával kialakított emlékhely Gerencepusztánál.

1916-ban a Pápa-Ugodi gróf Eszterházy hitbizományi uradalom és Milch fakereskedő között szerződés jött létre a vonal addigi végállomásán túl elterülő 200 kataszteri hold erdőség kitermelésére. A kereskedő egyezséget kötött a pálya tulajdonosával a vonal használatára. A pályát a Dióspuszta - Huszárokelőpuszta - Kőris-hegy vonalon meghosszabbította, így az 13 km-re nőtt. A pályát lóvontatásra tervezték 7 kg/fm tömegű sínekkel. A legnagyobb emelkedő 120 ezrelékes volt. A kocsikat öszvérek húzták fel a Milch-vágás rakodójára, ahol kifogták az igásállatokat. A munkások fával felterhelten, fékezve párosával engedték le a kocsikat, az öszvérek pedig egy rövidebb erdei úton maguktól visszaügettek Huszárokelőpusztára. A forgalom jelentősen megnőtt, a mezőgazdasági termények mellett évi 30.000 köbméter fát is szállítottak.

### A második vonalbővítés
1923-ban kiépült a Huszárokelőpuszta - Móricháza 6,5 km hosszúságú vonal.

### Az első tulajdonosváltás
1928-ban a fakitermelés jogát és a vasútüzemet a Magyar Keményfa Rt. vette bérbe, amely egy O&K gyártású dízelmozdonyt állított üzembe. A jármű 1952-ig eredeti állapotában működött, ekkor az alvázára egy G-35 Hofherr traktor motort szereltek, és így 1960-ig üzemelt. Azonban a kőrishegyi vonalon a nagy emelkedés miatt továbbra is maradt a négylábú "mozdony".

### A második tulajdonosváltás
1940-ben az uradalom a szerződés lejártával újra a saját kezelésébe vette a vasutat. A dízelmozdonnyal szerzett kedvező tapasztalatok alapján 1942-ben szintén egy O&K gyártású dízelt vásároltak. A mozdony feltehetően MD-2 típusú lehetett, amely 1955-ig dolgozott, majd selejtezték.

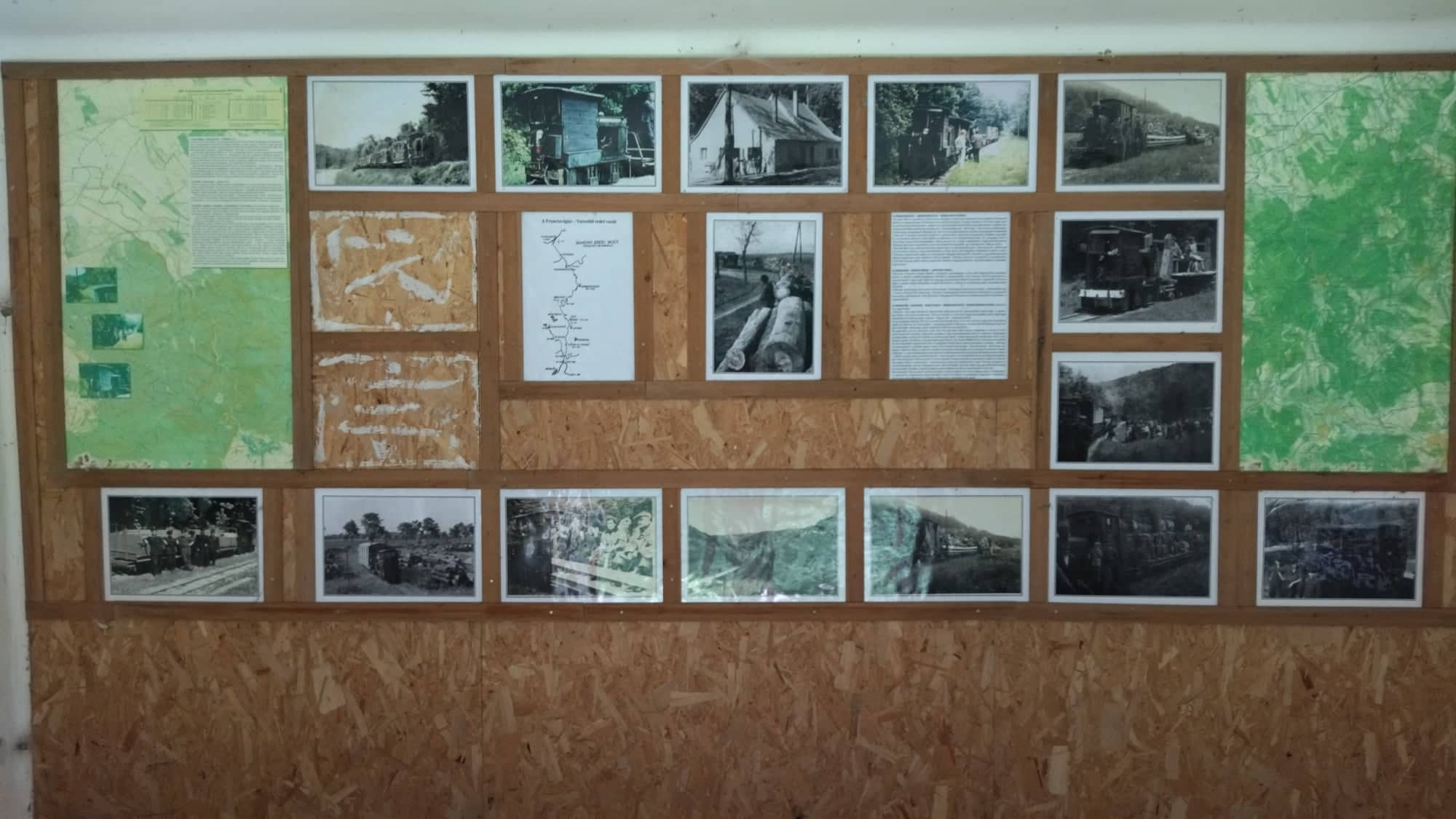
Tabló az emlékhely épületében

1946-ban a franciavágási fűrészüzemet elkülönítették, a vasutat pedig a Városlődi 760 mm-es kisvasúttal egyesítették üzemviteli szempontból. Ettől kezdve napirenden volt a két vonal fizikai összekötése. Ennek egyik akadálya volt a 600 mm és 760 mm közötti nyomtávkülönbség, a másik pedig, hogy a két vasút egymáshoz legközelebb eső két pontja között is 5 km volt a távolság.

### A kőrishegyi vonal megszűnése

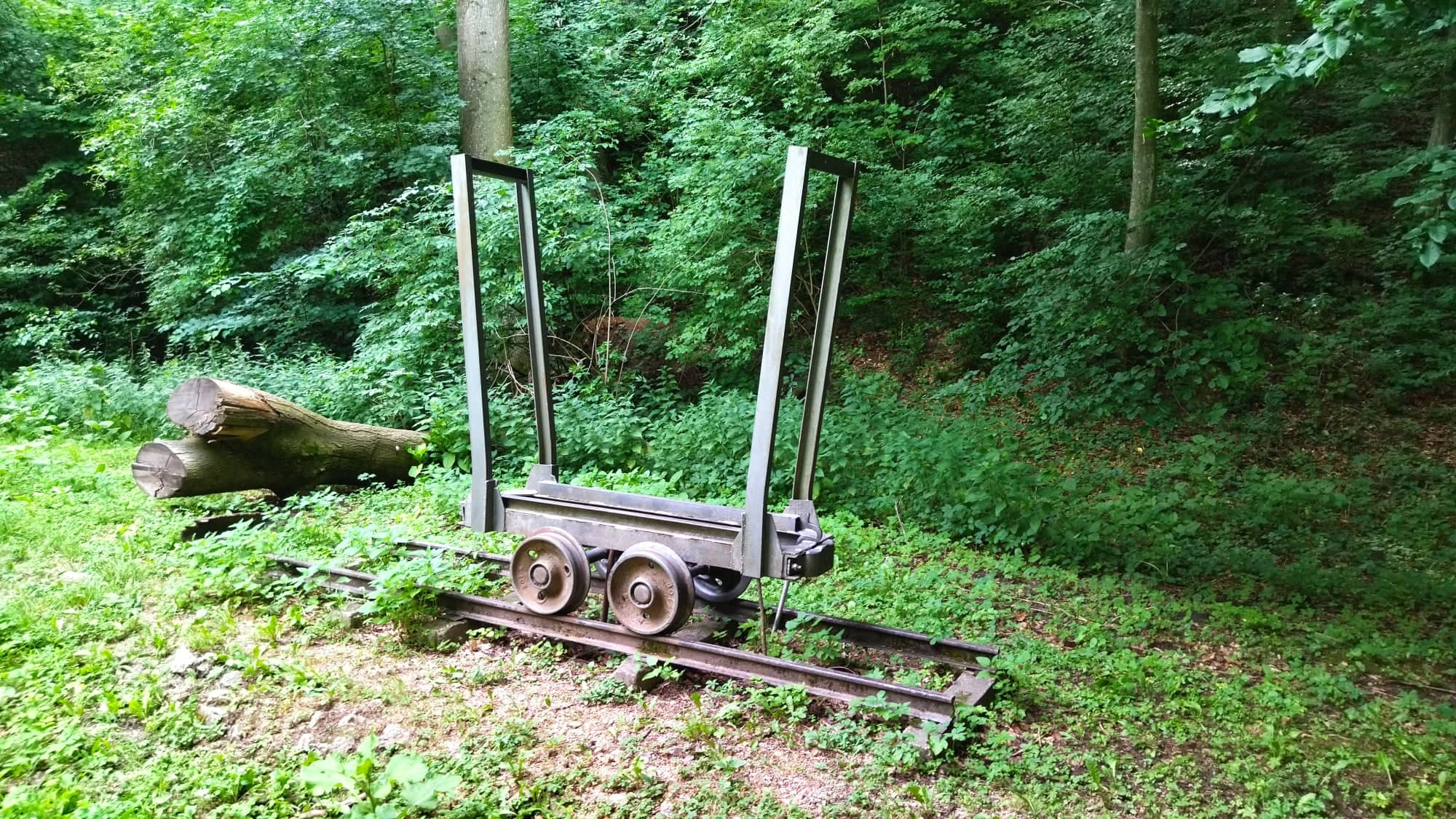
Rönkszállító lóré az emlékhely épülete előtt az egykori nyomvonal töltésén

1947-48-ban a Kőris-hegyi öreg erdők kitermelése után a sok baleset miatt leállították a 120 ezrelékes kőrishegyi lóvontatású vonalat és megkezdték a vágányok felszedését. Mindig csak annyi sínt bontottak fel, amennyit máshol éppen felhasználni kívántak, így a vonal felszedése csak 1966-ban fejeződött be.

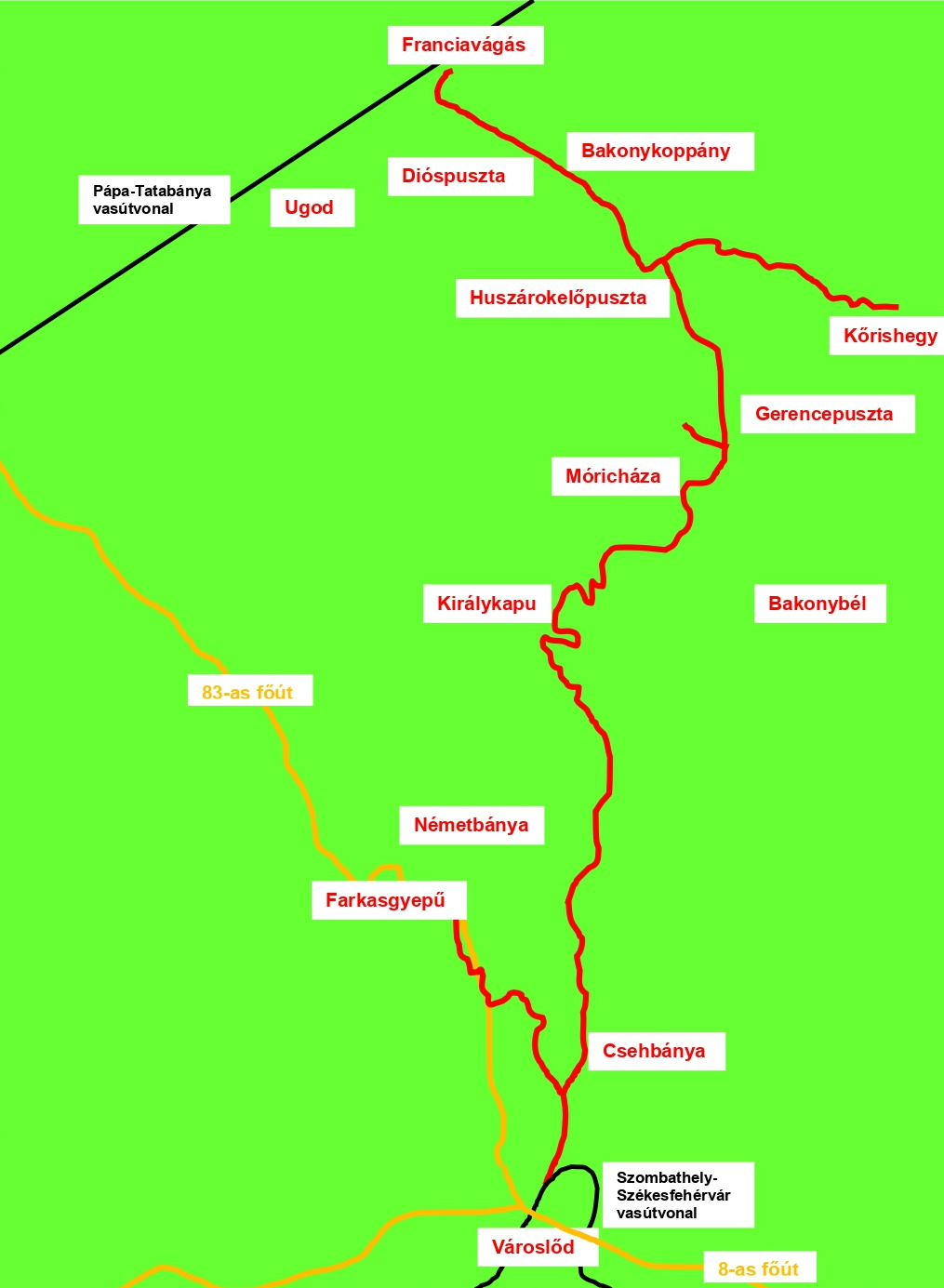
A Franciavágási erdei vasút egykori nyomvonala

### A franciavágási és a városlődi vonal egyesítése
1957-ben megtörtént a két vonal egyesítése úgy, hogy a Városlődi vonalat építették át 600 mm-esre. Az ilyen módon fizikailag is egyesített hálózat hossza 36 km és 390 méter lett. A vágányrendszer változatos volt, 7 kg/fm, 9,3 kg/fm, és 10,3 kg/fm, valamint a városlődi vasúttal megörökölt 12 kg/fm tömegű sínekből tevődött össze. A korabeli felmérés szerint a hálózaton lévő legnagyobb emelkedés 40 ezrelék, a legkisebb ívsugár 18 méteres volt. A pályasebességet egységesen 10 km/h-ban állapították meg. A gördülőanyag 20-22 platós kocsiból, valamint 30 db rönkszállító truck, más néven villás zsámolykocsiból állt, illetve ezek mellett a pályafenntartás igényeit szolgáló járművek is használatban voltak. A hőskori O&K dízeleket fokozatosan MD-40 sorozatú motormozdonyokkal váltották fel. Valószínűleg a két vonal egyesítésekor beszereztek egy 1927-ben gyártott, 2138 sorozatszámú 40 lóerős O&K Montania 830 típusú dízelmozdonyt, amely 1970-ben Almamellékre került.

### A személyforgalom megindulása
1961-ben megindították a rendszeres személyforgalmat, 1964-ben már a Franciavágás - Gerencepuszta - Móriczháza 13 km-es vonalon közlekedtek személyvonatok.

### A vég kezdete
1968-ban a MÁV megszüntette a városlődi rakodót. Ezzel párhuzamosan igen jól haladt a bakonyi erdei utak kiépítése. A nagyvasúti átrakás lehetőségét elvesztett városlődi szakaszt 1969-ben kezdték el felbontani, amit több részletben hajtottak végre.
A franciavágási vonal végül 1976-ban szűnt meg.

## A városlődi vonal
Az erdei vasutat a helyi német kisebbség csak "Snákl pó"-nak nevezte, amely a schnacken - csettinteni szóból lett csettegő vasút, mivel a nagyvasúti gőzmozdonyokhoz képest a keskeny nyomközű gőzös csak "csettegett". (A "pó" feltehetően a német bahn - vasút szó "bán", "bón" ejtéséből egyszerűsödött le végül "pó"-vá az ungardeutsches szóhasználatban.)
A kisvasutat Hirschfeld (feltehetőleg a veszprémi Hirschfeld Izidor 1862-1925) fakereskedő építtette 1918-19-ben (más források szerint a Veszprémi Faipari Vállalat, de lehet, hogy a kettő ugyanaz, vagy egyik a másiknak jogutódja volt), aki az akkori püspöktől, dr. Rott Nándortól megvette az itteni püspöki erdőkre szóló fakitermelés jogát. A vasút a Laposok rétjei mellett húzódott fel az erdőbe Németbányáig. Az első vonal 12 km-es hosszúságú volt, már a kezdetektől gőzvontatással, 760 mm-es nyomtávval. A vontatóállomány 1920-ban egy újabb gőzmozdonnyal bővült. Hirschfeld bérletének 1924-es lejártakor maga Rott Nándor püspök a kisvasutat a Laposok feletti volt téglaégetőtől leágaztatta Farkasgyepűig. Más forrás szerint a vonal Farkasgyepűt csak 1928-ban érte el. 1929-ben Farkasgyepűn tüdőszanatórium épült, ehhez az építőanyagot a kisvasúton szállították. Az 1939-ben létesült farkasgyepűi fűrészüzem faanyagát ezen az ágon szállították a városlődi nagyvasúthoz. A gőzvontatást ebben az időben felváltotta egy O&K motormozdony, melynek második vezetője Funcs János városlődi lakos lett. Funcs János munkássága méltó a megörökítésre: úgy szerette mozdonyát, mint a családját. Mondogatták róla, ha János bácsinak a simléderes sapkája a homlokán fel volt tolva, akkor valami baj volt a mozdonnyal, de ha a sapkája simlédere lenn volt, akkor vígan ment a kis füttyös masina. Rengeteg faanyagot szállítottak kifogástalan üzembiztonsággal. Funcs János elődje egy Katkics nevű mozdonyvezető, aki pesti lakos volt, és oda-vissza költözött. Ennek lett utóda Funcs bácsi, aki több mint három és fél évtizeden át töltötte be ezt a felelősségteljes munkakört.
A franciavágási vonalig hiányzó 5 km-es szakasz végül 1952-ben épült meg 760 mm-es nyomtávval Laposok-Pápaváralja és Királykapu között.

## Napjainkban
- Franciavágáson ma is a Bakonyerdő Zrt. fűrészáru gyára működik.
- Az országos kék és a közép-dunántúli piros túraútvonal egyaránt érinti a vasút egykori nyomvonalát, amely nagy részben kiváló állapotban máig bejárható. Az odvaskői autós pihenőnél az egykori megállóhely helyreállított épületében emlékhelyet hoztak létre fényképekkel, térképekkel, valódi rönkszállító csillével. Erről bővebben Konfár Tibor által írt újságcikk nyújt információkat.